# Ernst Gutting
Ernst Gutting (* 30. Januar 1919 in Ludwigshafen am Rhein; † 27. September 2013 in Kaiserslautern) war Weihbischof in Speyer.

## Leben
Gutting stammte aus einer katholischen Familie; sein Vater Richard war christlicher Gewerkschaftssekretär. Nach dem Einsatz als Soldat im Zweiten Weltkrieg und Rückkehr aus der Kriegsgefangenschaft trat er in das Priesterseminar ein und studierte in Eichstätt und Tübingen, unter anderem bei Romano Guardini. Am 3. Juli 1949 empfing er die Priesterweihe im Speyerer Dom. Er war zunächst Kaplan in Pirmasens, Landau in der Pfalz und Kaiserslautern, ab 1956 Jugend- und Frauenseelsorger. Bischof Isidor Markus Emanuel setzte ihn ab 1959 in das Amt des Diözesanfrauenseelsorgers ein. Er war ab 1968 Generalpräses der Katholischen Frauengemeinschaft Deutschlands (kfd) und ab 1969 Leiter der Bischöflichen Hauptstelle für Frauenseelsorge in Düsseldorf.
Papst Paul VI. ernannte Gutting am 31. Mai 1971 zum Titularbischof von Sufar und zum Weihbischof im Bistum Speyer. Die Bischofsweihe empfing er am 12. September 1971 durch den Speyerer Bischof Friedrich Wetter. Mitkonsekratoren waren Wetters Vorgänger auf dem Speyerer Bischofsstuhl, Isidor Markus Emanuel, sowie der Bischof von Mainz, Hermann Volk. 1974 wurde er zudem Dompropst in Speyer. Als Bischofsvikar für die Seelsorge setzte er sich mit den Reformen des zweiten Vaticanums auseinander.
Am 25. Februar 1994 nahm Papst Johannes Paul II. seinen altersbedingten Rücktritt an.

### Wirken
In der Deutschen Bischofskonferenz war Gutting langjähriger Leiter der Arbeitsstelle für die Frauenseelsorge. Er war wesentlich beteiligt am Grundsatzpapier Fragen der Stellung der Frau in Kirche und Gesellschaft der deutschen Bischöfe. Bis 2003 war er in der Internationalen Arbeitsgemeinschaft der Pfarrhaushälterinnen engagiert, darüber hinaus in der Christlichen Arbeiterjugend (CAJ) und der Katholischen Arbeitnehmer-Bewegung (KAB).
Bekannt wurde sein Buch Offensive gegen den Patriarchalismus, das 1987 erschien und mehrfach neu aufgelegt wurde.
Er ist Namensgeber des Ernst-Gutting-Hauses in Offenbach an der Queich. 2004 wurde er mit der Ehrung „Goldener Baum“ der Stiftung für Ökologie und Demokratie ausgezeichnet.
Im April 2014 beschloss der Rat der Stadt Landau in der Pfalz, einen neu zu gestaltenden Platz im Eingangsbereich zum Gelände der Landesgartenschau 2015 des Landes Rheinland-Pfalz nach Gutting zu benennen.

## Schriften
- Nur die Liebe zählt, Johannes Verlag 1981 (5. Auflage), ISBN 3779405598
- sünde und tod – die antwort, die noch keiner gab, don bosco verlag 1981, zusammen mit Klaus Haarlammert
- Offensive gegen den Patriarchalismus. Für eine menschlichere Welt, Herder Verlag 1993 (6. Auflage), ISBN 3451209314
- Für eine menschlichere Welt: Aufsätze – Ansprachen – Interviews, Pilger-Druckerei 1995 (2. Auflage), ISBN 3876370493
- Therese von Lisieux. Ein Wort Gottes für die Welt von heute, Johannes-Verlag Leutesdorf 1998 (4. Auflage), ISBN 3-7794-1306-X